# Dialetto landese
Il dialetto landese o parlar negre o più localmente parlar negue ([parˈla ˈnøɣrə, parˈla ˈnøɣə], la parlata o il "parlare nero") è un sotto-dialetto dell'occitano guascone. Si estende sulla metà occidentale del dipartimento delle Landes, sull'agglomerato bayonnese (dove si parla una variante chiamata guascone di Bayonne), così come nella Gironda sud-occidentale  (eccetto il bacino d'Arcachon). È la parlata del Marensin, del Maremne, del Seignanx, del Pays d'Orthe, della Grande Lande, della valle dell'Eyre e di una parte della Chalosse. Lo si chiama ugualmente guascone marittimo o landese.
S'oppone al parlar clar (parlare chiaro), usato più a est e a nord.

## Riorganizzazione dei fonemi vocalici
Il tratto principale del parlar negre è la sua propensione a pronunciare certe vocali in modo più arrotondato (e accessoriamente, in maniera più chiusa o più centralizzata). Si ha così una migrazione di fonemi del guascone generale verso nuovi fonemi nel parlar negre (fenomeno di "transfonologizzazione")
- Il fonema /e/ del guascone generico diventa /ø/ nel parlar negre. Si scrive sempre e (o é) nell'ortografia.
- Il fonema /ɛ/ del guascone generico diventa /e/ nel parlar negre. Si scrive sempre è nell'ortografia.
- A ciò si aggiunge un terzo fenomeno che ingloba il parlar negre ma che lo oltrepassa in modo molto ampio, poiché si estende a tutto il guascone occidentale (situato a ovest della linea Pau-Agen): i fonemi finali e post-tonici /-e/ (scritto -e nell'ortografia) e /-ɔ/ (scritto -a nell'ortografia) si sono fusi in un solo fonema /-ə/. Al contrario, il guascone orientale (a est della linea Pau-Agen), mantiene chiaramente l'opposizione fonologica tra /-e/ (scritta -e) e /-ɔ/ (scritta -a).

Ne viene fuori uno schema molto interessante per le vocali toniche del parlar negre, poiché oppone tre serie equilibrate, con due gradi di apertura ciascuna: 
- serie palatale non arrotondata, due gradi di apertura: 1º semi-chiusa /e/ — 2º chiusa /i/
- serie palatale arrotondata, due gradi di apertura: 1º semi-chiusa /ø/ — 2º chiusa /y/
- serie velare, due gradi di apertura: 1º semi-aperta /ɔ/ — 2º chiusa /u/
- ...oltre alla vocale centrale e aperta /a/.

Questo schema equilibrato del parlar negre è una soluzione interessante poiché risolve il disequilibrio delle vocali che caratterizzano il guascone generico (e l'occitano generico), dove ciascuna delle tre serie ha gradi di apertura molto disparati: 
- serie palatale non arrotondata, tre gradi di apertura: 1º semi-aperta /ɛ/ — 2º semi-chiusa /e/ — 3º chiusa /i/
- serie palatale arrotondata, un grado di apertura: 1º chiusa /y/
- serie velare, due gradi di apertura: 1º semi-aperta /ɔ/ — 2º chiusa /u/
- ...oltre alla vocale centrale e aperta /a/.

## Rappresentazioni sociologiche
Il termine parlar negre ("parler nero") è quindi molto relativo: senza dubbio i locutori che parlano il parlar clar ("parlare chiaro") immaginano che il parlar negre sia "oscuro". In realtà, il parlar negre non ha niente di oscuro e presenta al contrario un riequilibrio perfettamente logico dei fonemi vocalici, il che economizza lo sforzo articolatorio. 
Inoltre, la comunicazione si svolge senza difficoltà tra i locutori del parlar negre e quelli del parlar clar. In effetti, gli schemi vocalici dei due sistemi (parlar negre e parlar clar) sono collegati da corrispondenze regolari (diasistema).